# Iglesia de la Santísima Trinidad (Washington D. C.)
La Iglesia Católica de la Santísima Trinidad, (en inglés: Holy Trinity Catholic Church, /ˈhoʊlɪ ˈtrɪnətɪ ˈkæθlɪk ˈtʃɝtʃ/) es una iglesia católica jesuita ubicada en el barrio de Georgetown en Washington D. C., Estados Unidos. La Parroquia de la Santísima Trinidad fue fundada en 1787 y es la comunidad católica más antigua y la casa de culto más grande en funcionamiento continuo tanto en Georgetown como en la ciudad de Washington D.C. El edificio de la iglesia original se completó en 1794. Ahora se llama la Capilla de San Ignacio y es utilizada para celebraciones eclesiásticas más pequeñas y como espacio auxiliar para las actividades parroquiales. En 1851 se dedicó un edificio de iglesia más grande, requerido por la creciente comunidad, que todavía hoy sirve como iglesia parroquial.

## Historia
La parroquia de la Santísima Trinidad se estableció en 1787 en lo que ahora es 3513 N Street NW. El edificio original se llamó "Capilla de Georgetown" debido a la incertidumbre de las leyes contra la construcción de iglesias católicas. Fue fundada bajo la dirección del arzobispo John Carroll; fundador de Georgetown College y primer obispo católico en Estados Unidos. Además de Carroll, la iglesia tenía cuatro fideicomisarios laicos: Adam King, George King, George Fenwick y James Simpson. Esta iglesia estaba orientada al sur e incluía un campanario. Durante los primeros años, sirvió principalmente a la creciente población católica de Georgetown y a los estudiantes de Georgetown College (ahora Universidad). El primer presbítero fue el reverendo Francis Neale.
La congregación pronto superó su edificio original, y en 1851 se dedicó un edificio más grande en 1301 36th Street NW. Esa edificación miraba al oeste y no incluía una torre. La primera iglesia se conservó y luego se renombró como capilla de San Ignacio. Durante la Guerra de Secesión, el gobierno federal usó la iglesia como hospital para tratar a más de 200 soldados heridos después de la Segunda batalla de Bull Run en 1862. El gobierno devolvió el edificio a la congregación en 1863 y luego le reembolsó U$350 dólares por el uso del edificio. 
La parroquia de la Santísima Trinidad estableció en 1818 el Colegio de la Santísima Trinidad; la escuela parroquial para niños. Originalmente ocupaba una casa en la calle N al este de la iglesia original, pero en 1818 la parroquia construyó una escuela en la esquina noroeste de las calles N y 35 NW. El Colegio de la Santísima Trinidad atendió a los grados de primero a octavo. La escuela cerró en 1829, pero reabrió en 1831. La Iglesia de la Santísima Trinidad remodeló la edificación original de la iglesia en una escuela en 1871 y trasladó las clases al edificio. La parroquia construyó dos edificios escolares en 1918: la "Escuela Inferior" en la esquina noreste de las calles N y 36 NW, y la "Escuela Superior" en la esquina sureste de las calles O y 36 NW. Sin embargo, los estudiantes se retrasaron en el uso de la escuela primaria cuando el gobierno federal requirió el edificio para su uso durante la Primera Guerra Mundial. El edificio finalmente fue ocupado como escuela en 1919.
El presidente John F. Kennedy, católico, y su familia asistían al culto con frecuencia en la Santísima Trinidad. La asistencia de Kennedy se conmemora con una placa frente al edificio de la iglesia. La iglesia es también el lugar de culto de Joe Biden cuando era vicepresidente y nuevamente como presidente. 

### Cementerio de la Iglesia de la Santísima Trinidad de 1787
Un cementerio ocupó originalmente lo que ahora es el sitio de la iglesia de 1851 y la Escuela Inferior. Este cementerio informal se estableció mucho antes de que la Iglesia Holy Trinity comprara su terreno. En junio de 1796, se compró un terreno adicional de 6,1 m al oeste de la iglesia, y en 1798 la iglesia poseía todo el terreno al oeste hasta la calle 36. Muchas de las tumbas fueron reubicadas en 1817 cuando se cerró el cementerio, pero en 1917 (cuando se construyó la Escuela Inferior) todavía quedaban cientos de ellas. Con el tiempo, se eliminaron casi todas las lápidas restantes y los marcadores conmemorativos. 
En 1998, la Iglesia de la Santísima Trinidad comenzó la construcción de una adición a la iglesia original en lo que se creía que era un espacio abierto en su terreno. El 21 de octubre se desenterró un cráneo y algunos huesos pequeños. La ley del Distrito de Columbia requería que se llevara a cabo una investigación antropológica forense, y ésta comenzó de inmediato. La investigación arrojó los restos de 44 personas (hombres, mujeres y niños). La evidencia indicó que algunos de estos restos habían sido enterrados ya en 1837, mientras que otros databan de 1865, y al menos un conjunto de restos pertenecía a un afroamericano. Estos restos fueron retirados y re enterrados en otro cementerio. Sin embargo, los arqueólogos creían que aún existían restos adicionales. Pero con cada día de demora agregando $ 10,000 al costo de construcción, los funcionarios de la Iglesia Holy Trinity determinaron que las tumbas que no serían perturbadas por el proyecto de construcción, como las enterradas debajo del sótano o las que no serían perturbadas por la construcción, deberían permanecer Donde estaban.
En 1818, la Iglesia Holy Trinity estableció un nuevo cementerio en el lado norte de P Street NW en su intersección con 37th Street NW, adyacente a lo que ahora es el Maguire Hall de la Universidad de Georgetown . Este cementerio era conocido como Trinity Burial Ground y Old Burying Ground, pero se llamaba más comúnmente College Ground. El primer entierro ocurrió allí el 8 de diciembre de 1818. En algún momento, también se construyó allí una pequeña capilla dedicada a San Francisco Javier . Uno de los entierros más famosos en College Ground fue el de Susan Decatur, esposa del héroe de la Marina de los Estados Unidos Stephen Decatur . En 1837, Susan Decatur donó $ 7,000 a la Universidad de Georgetown (equivalente a más de $ 3 millones en la actualidad), lo que salvó a la universidad del colapso financiero y el cierre. Un gran número de esclavos africanos, muchos de ellos propiedad de instituciones (como la universidad), también fueron enterrados en College Ground.
Según los registros parroquiales, el número de tumbas en College Ground ascendía a más de 1.000 en 1833, cuando cesaron los entierros allí. El cementerio cayó en mal estado, con muchas lápidas y monumentos destruidos, removidos o dislocados y colocados a un lado. Había tan poca evidencia de que College Ground existiera una vez que a principios de la década de 1930 se pensaba que el terreno estaba vacío. En 1931, la Universidad de Georgetown comenzó la construcción de un nuevo dormitorio, Copley Hall. Cuando los trabajadores comenzaron a limpiar un "lote baldío" 100 pies (30 m) al norte del sitio de excavación de Copley Hall, redescubrieron College Ground. Avergonzada por su administración deficiente del cementerio, la universidad acordó restaurar y cuidar el cementerio. Pero dentro de 20 años, la universidad 'La necesidad de tierras resultó ser mayor que su compromiso con el cementerio.
En 1953, la Universidad de Georgetown limpió College Ground de restos y comenzó a preparar el área para la construcción de nuevos edificios. La universidad dijo públicamente que solo existían 189 restos en College Ground. Cincuenta restos fueron trasladados al cementerio Mount Olivet, mientras que la mayoría de los demás fueron trasladados al cementerio Holy Rood de la Iglesia Holy Trinity . (Las familias reclamaron algunos restos, mientras que otros pocos fueron enterrados en otros cementerios). El historiador Carlton Fletcher cree que los aproximadamente 850 cuerpos que quedan en College Ground todavía están enterrados allí o fueron desenterrados y esparcidos cuando el Reiss Science Building (1962) y el Centro Intercultural Edward B. Bunn SJ(1982) fueron excavados.
College Ground se cerró para nuevos entierros porque Holy Trinity Church adquirió un nuevo cementerio más grande en 1832: Holy Rood Cemetery. Originalmente llamado Upper Grave Yard, este cementerio estaba en el extremo sur de Tunlaw Road NW. Fue ampliada en 1853 y se construyó una casa de sacristán en la entrada. Los terrenos se ampliaron de nuevo en 1866 y 1867 (a su tamaño actual de 6 acres (24 000 m²), se construyó una nueva casa de sacristán, se construyó una bóveda de recepción y se erigió un muro de piedra y una nueva puerta principal en Wisconsin Avenue. NOROESTE. Fue en este momento que Upper Grave Yard recibió el nombre de Holy Rood Cemetery. Según un acuerdo con la Arquidiócesis de Baltimore en el que se consolidaron las muchas obras de la Iglesia de la Santísima Trinidad, la Universidad de Georgetown ha tenido el título del cementerio de Holy Rood desde 1942. La universidad cerró el cementerio a nuevos entierros en 1984 (excepto por solicitudes especiales). Hay 7.312 entierros conocidos allí, así como un número desconocido de tumbas de indigentes no identificadas. La universidad intentó trasladar todos los restos y usar el cementerio para el desarrollo inmobiliario en 1984, pero fue detenida después de una demanda exitosa por parte de los sobrevivientes de las personas enterradas allí. Posteriormente, la universidad acordó mantener el cementerio abierto a los visitantes. Si bien abandonó el "cuidado perpetuo" (el grado más alto de mantenimiento para un cementerio), acordó continuar con las necesidades mínimas de poda, desmalezado y otras necesidades de jardinería.
Tras el acuerdo de 1942, la Iglesia Holy Trinity no ha mantenido un cementerio para uso parroquial. En cambio, los feligreses dependen de los cementerios arquidiocesanos de la zona, como el cementerio Mount Olivet en DC o el cementerio Gate of Heaven en Silver Spring, Maryland . En 2018, Holy Trinity y la Universidad de Georgetown anunciaron un plan para restaurar el cementerio Holy Rood en Wisconsin Avenue, que incluye reparaciones a la infraestructura existente, mejoras al paisaje y mejoras a la entrada del cementerio. El plan también permitirá a Holy Trinity construir un columbario en el cementerio.